# Truppenkennzeichen von Wehrmacht und Waffen-SS

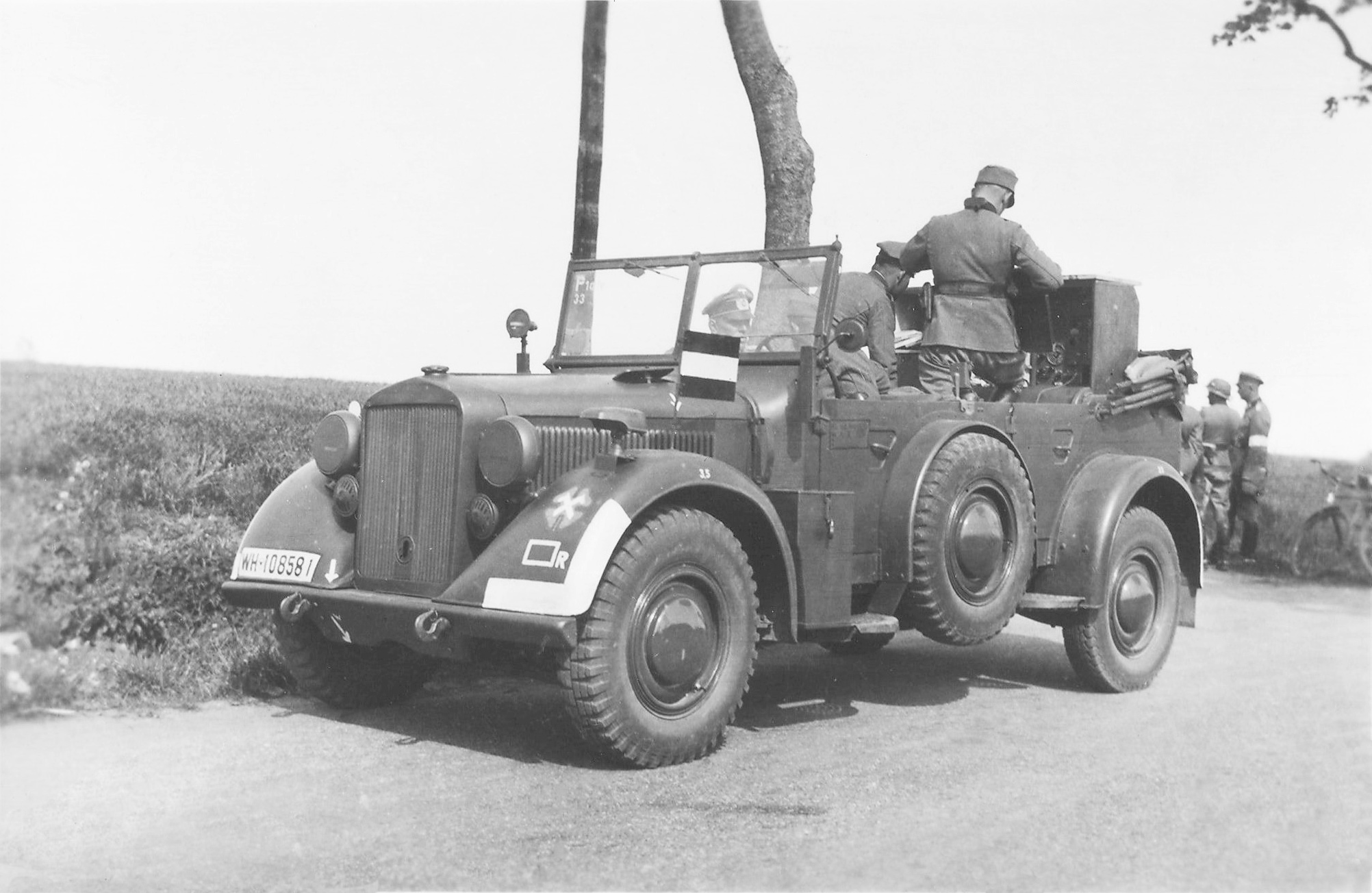
Mittlerer Einheits-PKW Horch 901, vorderer Kotflügel: oben Truppenkennzeichen Kleeblatt für die 71. Infanterie-Division, darunter taktisches Zeichen

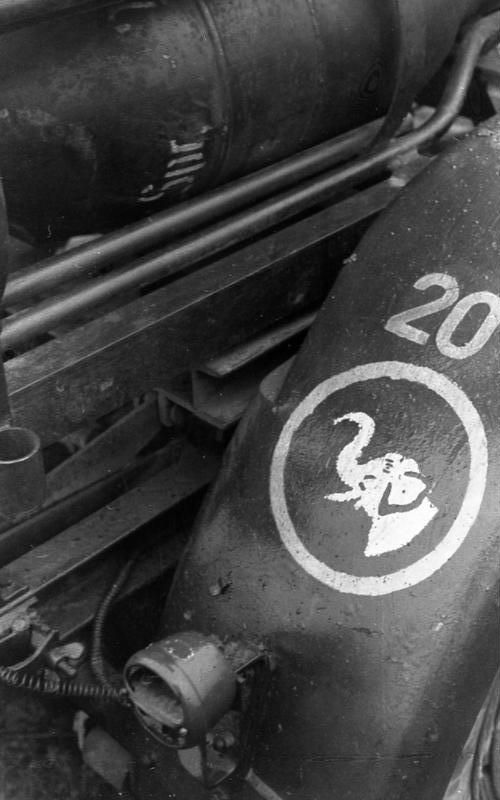
Truppenkennzeichen Elefant

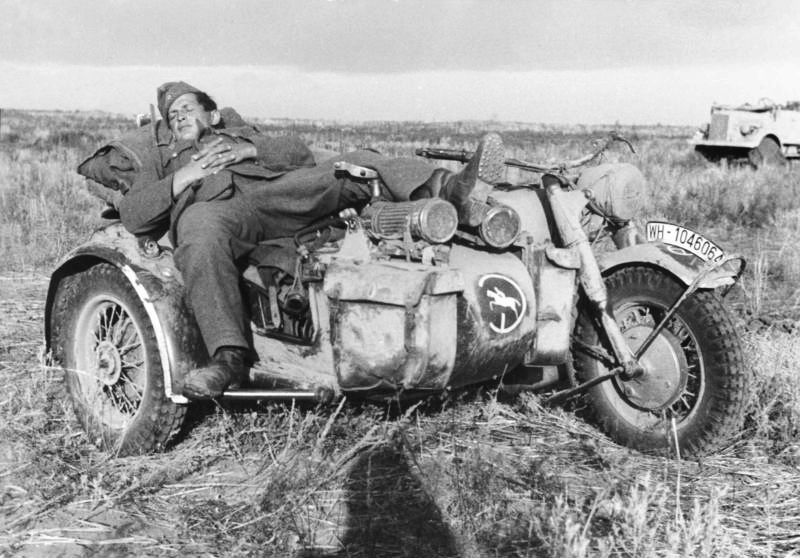
Truppenkennzeichen der 24. Panzer-Division auf dem Seitenwagen einer BMW R 75

Deutsche Truppenkennzeichen, auch als Divisionsabzeichen bekannt, sind Symbole und Zeichen, die im Zweiten Weltkrieg von Verbänden der Wehrmacht und Waffen-SS verwendet und an Fahrzeugen und Gerät aufgebracht wurden.
Truppenkennzeichen sind nicht zu verwechseln mit den taktischen Zeichen (organisatorische Zugehörigkeit) an Fahrzeugen.
Die Luftwaffe verwendete ähnliche Embleme auf ihren Flugzeugen, gelegentlich auch auf ihren Fahrzeugen und Gerät – sie werden Verbandsabzeichen genannt.

## Entstehung
Schon vor dem Zweiten Weltkrieg trugen einige Einheiten entsprechende Kennzeichen.
Versuchsweise ab Mai 1939 wurden mit Beginn des Krieges Truppenkennzeichen für die motorisierten Infanteriedivisionen eingeführt. Für die Fahrzeuge der Panzerdivisionen wurden mit den Erfahrungen des Überfalls auf Polen ebenfalls Kennzeichen eingeführt (Oberkommando des Heeres (BdE) Nr. 5729/39 geh. AHA/In 6 IIIa vom 1. November 1939). Diese wurden mit gelber Farbe aufgebracht und sollten eine maximale Größe von 100 × 100 mm nicht überschreiten.
Nach der offiziellen Anerkennung durften die Kennzeichen nur von im Felde stehenden Verbänden verwendet werden. Mit Befehl Nr. 21 vom 16. Februar 1944 (OKH Gen St d H Org Abt. II/31 180/44) wurden sie endgültig legitimiert.

## Verwendung
Die Truppenkennzeichen wurden auf Fahrzeugen, Geschützen, Hinweisschildern usw. aufgebracht und sollten das Erkennen und Finden der Einheiten für eigene Truppen ermöglichen.
Die große Anzahl von deutschen militärischen Einheiten im Zweiten Weltkrieg brachte entsprechend viele Truppenkennzeichen hervor.
Vergleichbare Kennzeichen auf Flugzeugen der Luftwaffe sind Geschwader-, Gruppen-, Staffel- und Stabsabzeichen.

## Gestaltung
Truppenkennzeichen wurden von den Einheiten zum Beispiel in Wettbewerben selbst geschaffen. Die verwendeten Zeichen und Symbole spiegeln ein gewisses Selbstverständnis wider, ebenso ist eine geographische Herkunft ihres Heimatstandortes möglich oder ein Bezug zum Einsatzgebiet. Häufig gewählt wurden Tier- oder Pflanzenmotive, Fabelwesen, Gestalten aus Sagen und Märchen, deren Eigenschaften sollten den Geist der Einheiten widerspiegeln. Auch Glücksbringer wie Schwein, Schlüssel, Kleeblatt und Hufeisen wurden verwendet. Viele Truppenkennzeichen sind in Wappenform ausgeführt und tragen heraldische Motive. Stilisierte Schriftzeichen oder auch Runen fanden ebenfalls Eingang in die Symbolik der Truppenkennzeichen.

## Bedeutung
Truppenkennzeichen dienten nicht nur der Erkennung eigener Einheiten und zur Orientierung, sondern stärkten auch das Zusammengehörigkeitsgefühl.
Die Truppenkennzeichen ermöglichen der Forschung die Zuordnung einzelner Truppenteile anhand von Fotos.